# Stephan Gardiner

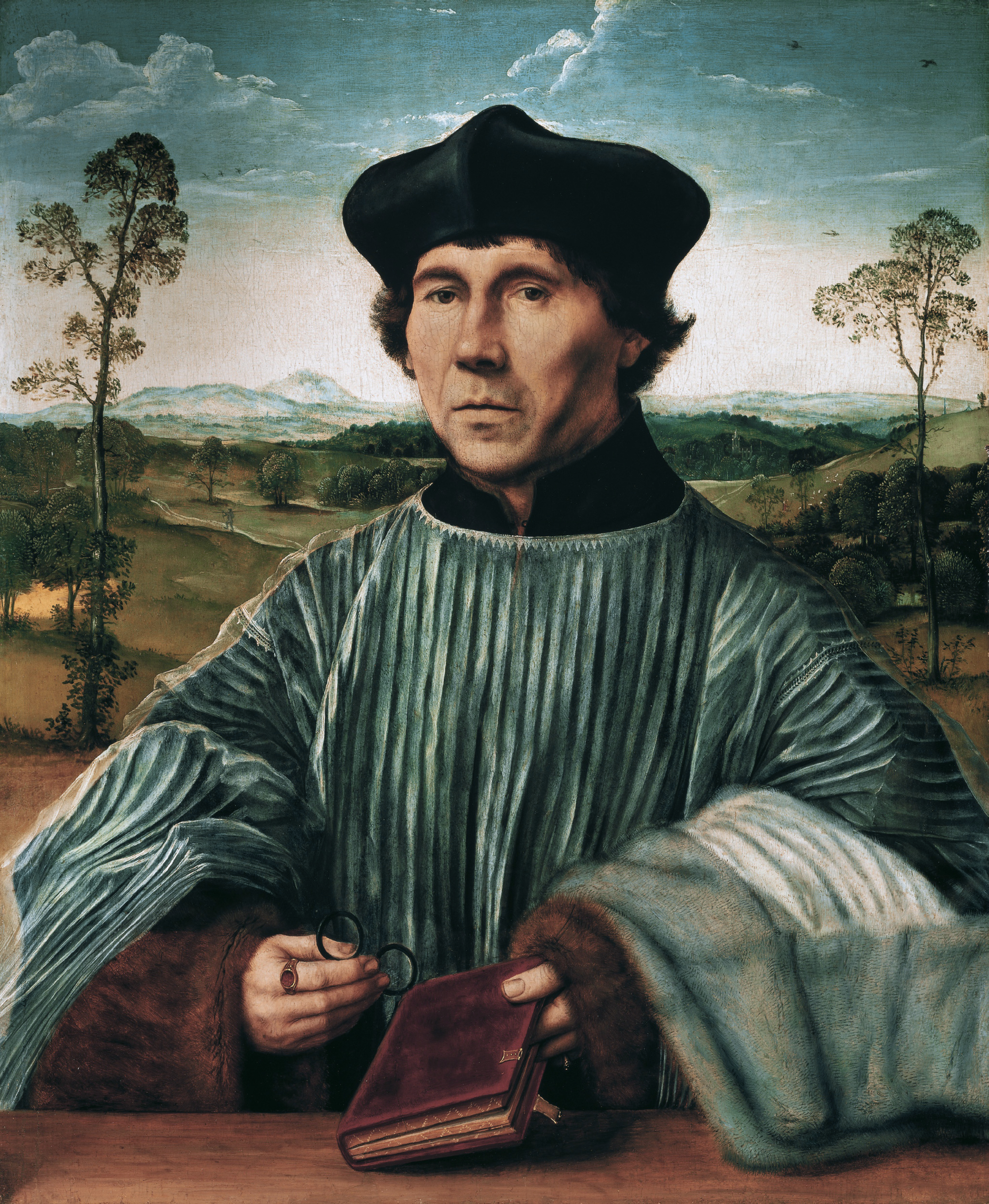
Kanonikus Stephan Gardiner, Galerie Liechtenstein, Vaduz

Stephan Gardiner (auch Wintoniensis, Stephen Gardiner; * um 1497 ? in Bury St Edmunds; † 12. November 1555 im Whitehall Palast, London) war Bischof von Winchester, Staatsmann, Kanonikus, zählt zu den Humanisten und war ein bedeutender Gräzist. Er gilt als einer der führenden Köpfe der Konservativen in der ersten Generation der Englischen Reformation. Er war sowohl an der Gründung der Anglikanischen Staatskirche wie auch unter Maria I. an der versuchten Rekatholisierung Englands beteiligt.

## Werdegang

### Anfangszeit
Geboren als jüngster Sohn des Schneiders und Tuchhändlers John Gardiner († 1507) oder möglicherweise als unehelicher Sohn des Bischofs von Salisbury Dr. Lionel Woodville, unternahm er 1507 eine Bildungsreise nach Paris, wo er Erasmus von Rotterdam kennengelernt haben soll. Ab 1511 studierte er in Cambridge an der Trinity Hall und promovierte dort 1520 zum Doktor für Zivilrecht und im Folgejahr für das kanonische Recht. Trotz seiner Liebe zum Recht und seiner Tätigkeit als Rechtsgelehrter und Diplomat wird immer wieder seine Liebe zur Musik und Schauspielerei erwähnt. Die Verbindung zu Cambridge und der dortigen Universität blieb zeit seines Lebens bestehen. Während seines ganzen unruhigen und geschäftigen öffentlichen Lebens war er mit Ausnahme der Zeit zwischen 1549 und 1553 (den Jahren seiner Haft) Rektor von Trinity Hall.

### Aufstieg zum königlichen Berater und Bischof
Im Herbst 1524 trat er in den Dienst von Thomas Wolsey. Wolsey war als Erzbischof von York, Lordkanzler und päpstlicher Legat neben Heinrich VIII. der mächtigste Mann im Staat, 1525 wurde Gardiner sein Sekretär. Gemeinsam mit Thomas More verhandelte er 1527 mit Frankreich über einen Beitritt Englands zur Liga von Cognac. Wolsey wurde 1529 gestürzt, unter anderem, weil er beim Papst die Scheidung Heinrichs von Katharina von Aragon nicht durchsetzen konnte, die der König wünschte, um seine Geliebte Anne Boleyn heiraten zu können. Gardiner setzte die Verhandlungen mit Papst Clemens VII. weiter fort und erhielt vom König 1531 das Bistum Winchester. Die Ehe selbst wurde erst 1533 durch ein Scheidungsgericht der englischen Kirche annulliert.
Zusammen mit anderen Bischöfen stimmte er dem Gesetz von 1534 zu, in dem sich Heinrich zum Oberhaupt der Kirche in England erklärte, und verteidigte den königlichen Supremat über die Kirche unter anderem in der Abhandlung De Vera Obedientia (1535; Der wahre Gehorsam). Gardiner war aber nur in der Frage der Nichtanerkennung des päpstlichen Primates reformorientiert; in Fragen der Doktrin und der Liturgie trat er weiterhin für die Beibehaltung der katholischen Praxis ein; „Das Supremat des Königs bedeute nicht die Abgrenzung von der katholischen Kirche.“ Die Six Articles von 1539, in denen katholische Grundsätze niedergelegt waren, stammten zum größten Teil von ihm. In ihnen wurden die Transsubstantiationslehre, die Konkomitanz, das Verbot der Priesterehe, der Zölibat, die Messe für die Toten und die Beichte bestätigt.

### Sturz und Rückkehr an die Macht
Nach dem Fall Thomas Cromwells wurde Gardiner 1540 Kanzler der Universität Cambridge. Auch gewann er wieder mehr Einfluss im geheimen Rat des Monarchen, dem Privy Council. Gardiner war ein Gegner des extremen Protestantismus und versuchte mit all seinen Mitteln die protestantischen Kreise am Hof zurückzudrängen. Dabei ließ er sich in Intrigen gegen die letzte Frau von König Heinrich VIII., Catherine Parr, hineinziehen, was ihn viele Sympathien kostete und die Feindschaft nicht weniger Protestanten und kirchlicher Reformer einbrachte. Der kurz vor dem Tod Heinrichs wachsende Einfluss der reformfreundlichen Kreise am Hof und im Privy Council führten Ende 1547 dazu, dass Gardiner nicht in den Regentschaftsrat aufgenommen wurde, der dem minderjährigen Thronfolger Edward zur Seite gestellt wurde.
Nachdem Gardiner sich 1547 kurz nach dem Herrschaftsantritt König Eduards VI., weigerte, die religiösen Neuerungen des Erzbischofs von Canterbury, Thomas Cranmer, umzusetzen, wurde er als profiliertester Vertreter des katholischen Konservatismus gefangengesetzt. Er kam für kurze Zeit frei, wurde aber auf Betreiben eifriger Protestanten 1549 erneut verhaftet und für vier Jahre im Tower von London festgehalten. Man entzog Gardiner bereits 1547 das Amt des Universitätskanzlers, 1549 das Rektorenamt von Trinity Hall und 1551 auch sein Bistum. Mit dem Regierungsantritt Königin Marias I. kam Gardiner frei und erhielt sein Bistum sowie seine anderen Ämter zurück. Aus politischen Gründen musste er gegen die Annullierung der Ehe Heinrichs VIII. und der Mutter Marias I. plädieren, diese wieder für gültig erklären und Maria I. als rechtmäßige Thronerbin bestätigen.
Gardiner wurde 1553 Lordkanzler und beteiligte sich als Vorkämpfer der katholischen Reaktion unter Maria I. an der inneren Erneuerung der katholischen Kirche in England und an der Wiedereinführung der Gesetze gegen Häresie und damit auch an der gerichtlichen Verfolgung protestantischer Geistlicher. Er war allerdings gegen deren Hinrichtung und versuchte sogar das Leben seines Gegenspielers Thomas Cranmer zu retten, jedoch ohne Erfolg. Während die Königin Protestanten verbrennen ließ, gab es keine Todesurteile in seiner Diözese Winchester.
Als nationalkonservativer Katholik versuchte Gardiner zudem die Heirat Marias I. mit dem spanischen König Philipp II. zu verhindern, um Englands politische Freiheit zu wahren. Vergeblich mühte er sich intensiv um einen Frieden zwischen Frankreich und dem deutschen Kaiser. Gardiners Mühen und Bedenken wurden von der Königin überhört und mehr und mehr schwand Gardiners Einfluss am Hofe. Dieser Umstand machte ihm gesundheitlich zu schaffen. Im Jahr 1555 verschlimmerte sich sein Zustand zusehends. Er nahm am 8. November zwar noch an der Parlamentseröffnung teil, war aber dann zu schwach, um in seine Residenz (Winchester House) in Southwark zurückzukehren, so dass er in den Palast von Whitehall gebracht wurde, wo er in der Nacht des 12. November 1555 verstarb. Gardiner fand seine letzte Ruhestätte in seiner Bischofskirche in Winchester.
Er war befreundet mit den Humanisten Thomas Morus und John Fisher, ist jedoch auch der Verfasser des Traktats Si Sedes illa Romana, womit die Hinrichtung von John Fisher gerechtfertigt wurde. Auch verehrte Gardiner das Haupt der Humanisten, Erasmus von Rotterdam, der über die Hinrichtung von John Fisher und Thomas Morus zutiefst erschüttert war. Mit Erasmus war Gardiner während dessen Aufenthalten in England in engem Kontakt. Seine Vorstellung einer sich vermittels des Einflusses des Humanismus selbst reformierenden Kirche brach in sich zusammen.

## Werke
1. De vera obediencia. (London 1535) ein grundlegendes Werk zur Untermauerung des königlichen Supremats Heinrichs VIII. über die Kirche;
2. De impudenti ejusdam pseudologia conquestio. (London 1546). Dieses Traktat war gegen den damals in England wirkenden Reformator Martin Bucer gerichtet.
3. A Declaration of such true articles as George Joye hath gone about to confute as false. (London 1546);
4. A Detection of the Devils Sophistrie. (London 1546);
5. An Explication of the true Catholique faythe. (Rouen 1551); Eine Art geistiges Testament Gardiners stellt die Schrift Exetasis testemoniorum (Löwen 1554) dar.

Gardiners umfangreiche Korrespondenz ist gesammelt in The Letters of Stephen Gardiner, hrsg. von J. A. Muller, Cambridge 1933, Westport 21970; Eine umfassende Sammlung von Gardiners Werken gibt es noch nicht. Die Vera Obedientia, die Conquestio und eine dritte Schrift sind veröffentlicht in P. Janelle (Hrsg.): Obedience in Church and State – Three Political Tracts by Stephen Gardiner, New York 21968.
Unveröffentlichte Doktorarbeiten: D.L. Potter: Diplomacy in the mid-sixteenth Century: England and France, 1536–1550, University of Cambridge 1973; S. Thompson: The Pastoral Work of the English and Welsh Bishops, c. 1500–1550, University of California, Los Angeles 1975.